# Luis Zubero Aldecoa
Luis Zubero Aldecoa (Zeberio, 18 de març de 1948) és un ciclista basc, ja retirat, que fou professional entre 1968 i 1975. Del seu palmarès destaca una Clàssica de Sabiñánigo i un Gran Premi Pascuas. El seu fill Julen fou ciclista professional entre el 2005 i el 2007.
El 1968, com a ciclista amateur, va participar en els Jocs Olímpics d'Estiu de Ciutat de Mèxic, on va disputar la prova de ciclisme en ruta individual.

## Palmarès
- 1969
  - 2n al Tour de l'Avenir
- 1970
  - 1r a la Clàssica de Sabiñánigo
  - 1r al Gran Premi Pascuas

### Resultats a la Volta a Espanya
- 1975. Abandona (13a etapa)

### Resultats al Tour de França
- 1970. 15è de la classificació general
- 1971. Abandona (14a etapa)
- 1973. 23è de la classificació general
- 1974. 42è de la classificació general

### Resultats al Giro d'Itàlia
- 1971. 19è de la classificació general
- 1973. 18è de la classificació general
- 1974. 27è de la classificació general